# Valea Boțului
Valea Boțului – wieś w Rumunii, w okręgu Bacău, w gminie Filipeni. W 2011 roku liczyła 184 mieszkańców.